# David Hodges
David Hodges (* 5. Dezember 1978 in Little Rock, Arkansas) ist ein amerikanischer Musiker und Songwriter. Er ist ehemaliges Mitglied der Rockband Evanescence, wo er Keyboardspieler war. Im Dezember 2002 verließ er die Band wegen musikalischer Differenzen. Mittlerweile ist er Sänger bei der christlichen Band The Summit Church.
Im Jahre 2004 arbeiteten Ben Moody und David Hodges an einem Song namens Only Human, Only God für den Soundtrack Passion of the Christ: Songs. 

## Bisher veröffentlichte Alben
- The Summit Church: Summit Worship (2000)
- The Summit Church: The Genesis Project (2003)
- The Light (Soundtrack, 2003)